# Inexia
 (octobre 2014).
 (octobre 2014).
Inexia était une société d'ingénierie française basée à Saint-Denis, créée en 2006 par le Groupe SNCF pour répondre aux besoins croissants en ingénierie des lignes ferroviaires, des tramways, des trams-trains ou des métros. Proposant à ses clients des compétences diversifiées, Inexia était devenue un acteur de référence des grands projets d’infrastructures en France, et notamment dans le domaine ferroviaire. L'entreprise a toutefois été intégrée dans le groupe Systra, autre filiale de la SNCF, en mai 2012, afin de former un groupe unique plus cohérent et plus important.

## Historique
- 2006 : création d’Inexia
- 2007 : implantation à la Plaine-Saint-Denis
- Janvier 2009 : acquisition de Menighetti Programmation (qui devient Inexia Menighetti Programmation)
- Juillet 2010 : acquisition de la société Afacor (Assistance Foncière aux Collectivités et Organismes privés) qui devient Inexia Afacor.
- Juillet 2011 : entrée du groupe Systra au capital d’Inexia marquant le début de l’intégration progressive d’Inexia au sein de ce nouveau groupe.

## Filiales
Inexia avait deux filiales principales:
- Inexia Menighetti Programmation, spécialisée dans la programmation urbaine et architecturale, basée à Sophia Antipolis (Alpes-Maritimes).
- Inexia Afacor, spécialisée dans les opérations foncières, basée au Puy-en-Velay (Haute-Loire).

## Projets de référence
Inexia a contribué à plusieurs projets de référence en France dans différents domaines, et en particulier dans le ferroviaire:

### Lignes à grande vitesse
- LGV Est européenne 1re phase : Maîtrise d’œuvre de génie civil sur trois tronçons et maîtrise d’œuvre des équipements ferroviaires sur l’ensemble de la ligne (phase AVP jusqu’à la mise en service); Assistance à maîtrise d'ouvrage[réf. souhaitée]. En avril 2007, Inexia a notamment assuré l’organisation des essais pendant lesquels un nouveau record du monde de vitesse sur rail a été atteint.
- LGV Rhin-Rhône Branche Est 1re phase : Maîtrise d’œuvre des essais et contrôles des équipements ferroviaires.
- LGV Est européenne 2e phase : Maîtrise d’œuvre du génie civil et des équipements ferroviaires, coordination de la sécurité. Mise en service au printemps 2016
- LGV Rhin-Rhône branche Sud : études préliminaires
- LGV Kénitra-Tanger (Maroc) : Assistance à maîtrise d’ouvrage

### Lignes ferroviaires classiques
- Réouverture de la ligne du Haut-Bugey : Maîtrise d’œuvre générale, essais et mise en service
- Plan rail Auvergne: Maîtrise d’œuvre générale des tronçons Volvic-Clermont et Maurs-Aurillac
- Ligne Calais-Dunkerque: Études d’avant-projet pour modernisation
- Modernisation de la ligne Bayonne-Cambo: Maîtrise d’œuvre générale
- Modernisation de la ligne Pau-Oloron: Maîtrise d’œuvre générale

### Tram-Train
- Tram-Train Aulnay-Sous-Bois - Bondy : Réouverture de la ligne au trafic voyageur; Maîtrise d’œuvre générale de conception et de réalisation - mise en service
- Tram-Train Nantes-Châteaubriant : Réouverture de la ligne au trafic voyageur; Études avant-projet, projet et réalisation, assistance à maitrise d'ouvrage.
- Tram Train de Mulhouse : Études techniques préliminaires et avant-projet.
- Ligne 12 du tramway d'Île-de-France : Schéma de principe

### Transports urbains et périurbains
- Tramway d'Angers : maitrise d’œuvre du lot voie et génie civil de la voie (Groupement Ingérop mandataire, Inexia, Tractebel et Frédéric Roland); Essais système, dossier de sécurité et d’exploitation
- Tramway T2 à Paris : maîtrise d’œuvre de réalisation pour prolongement à la porte de Versailles
- Tramway de Nice : maîtrise d’œuvre du prolongement de la ligne T1
- Tramway de Marseille : maîtrise d’œuvre du prolongement de la ligne T2 entre la Canebière et la place Castellane

### Autres infrastructures de transports
- Tunnel du Fréjus : maîtrise d’œuvre travaux de la galerie de sécurité
- Tunnel du Chat : maîtrise d’œuvre de la galerie de sécurité
- Liaison Nord de l’Agglomération Dijonnaise (LINO) : maîtrise d’œuvre travaux
- Canal Seine Nord Europe : assistance à maîtrise d’ouvrage, Assistance foncière